# Flueggea leucopyrus
Flueggea leucopyrus är en emblikaväxtart som beskrevs av Carl Ludwig von Willdenow. Flueggea leucopyrus ingår i släktet Flueggea och familjen emblikaväxter. Inga underarter finns listade i Catalogue of Life.

## Bildgalleri

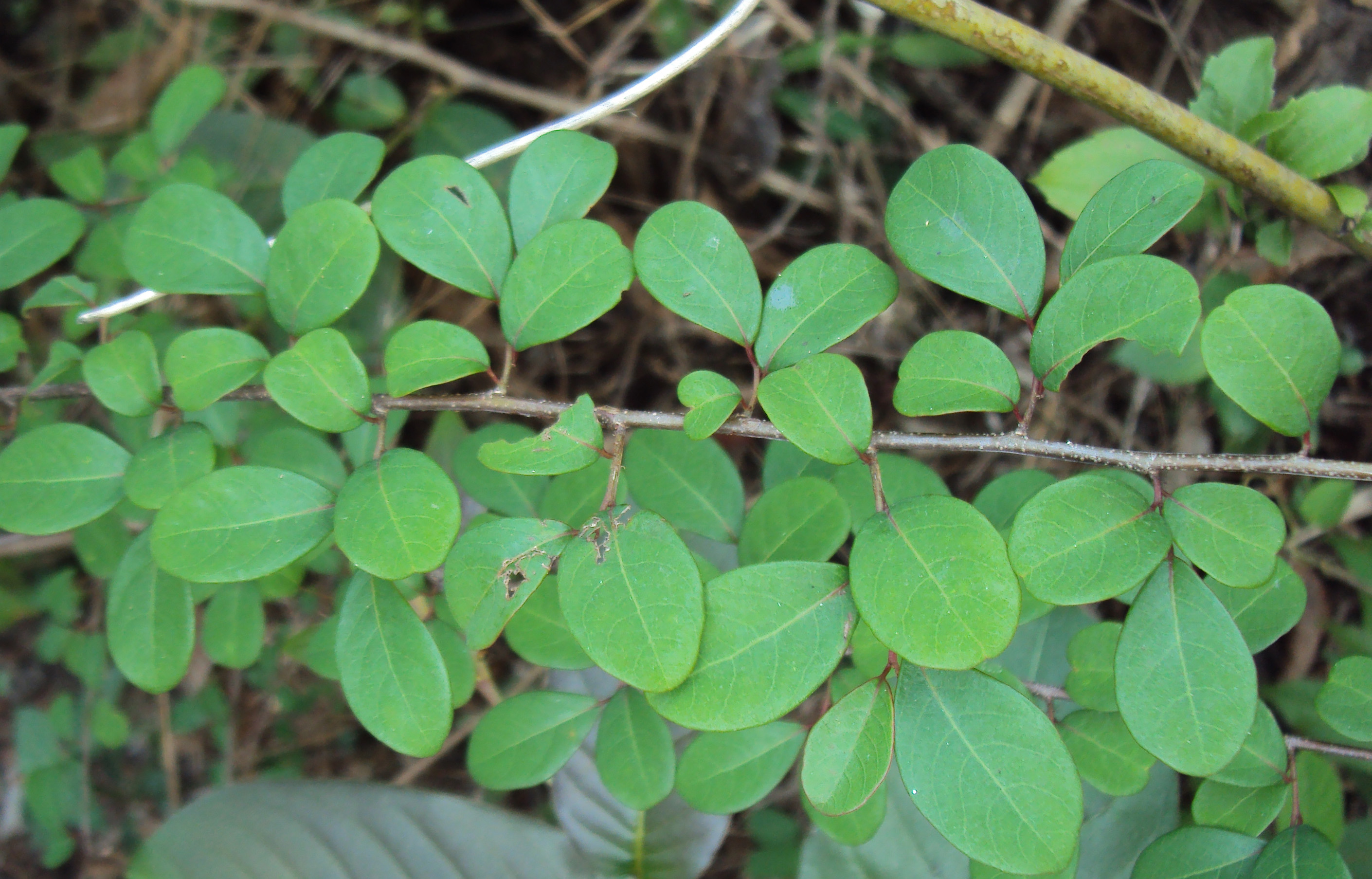
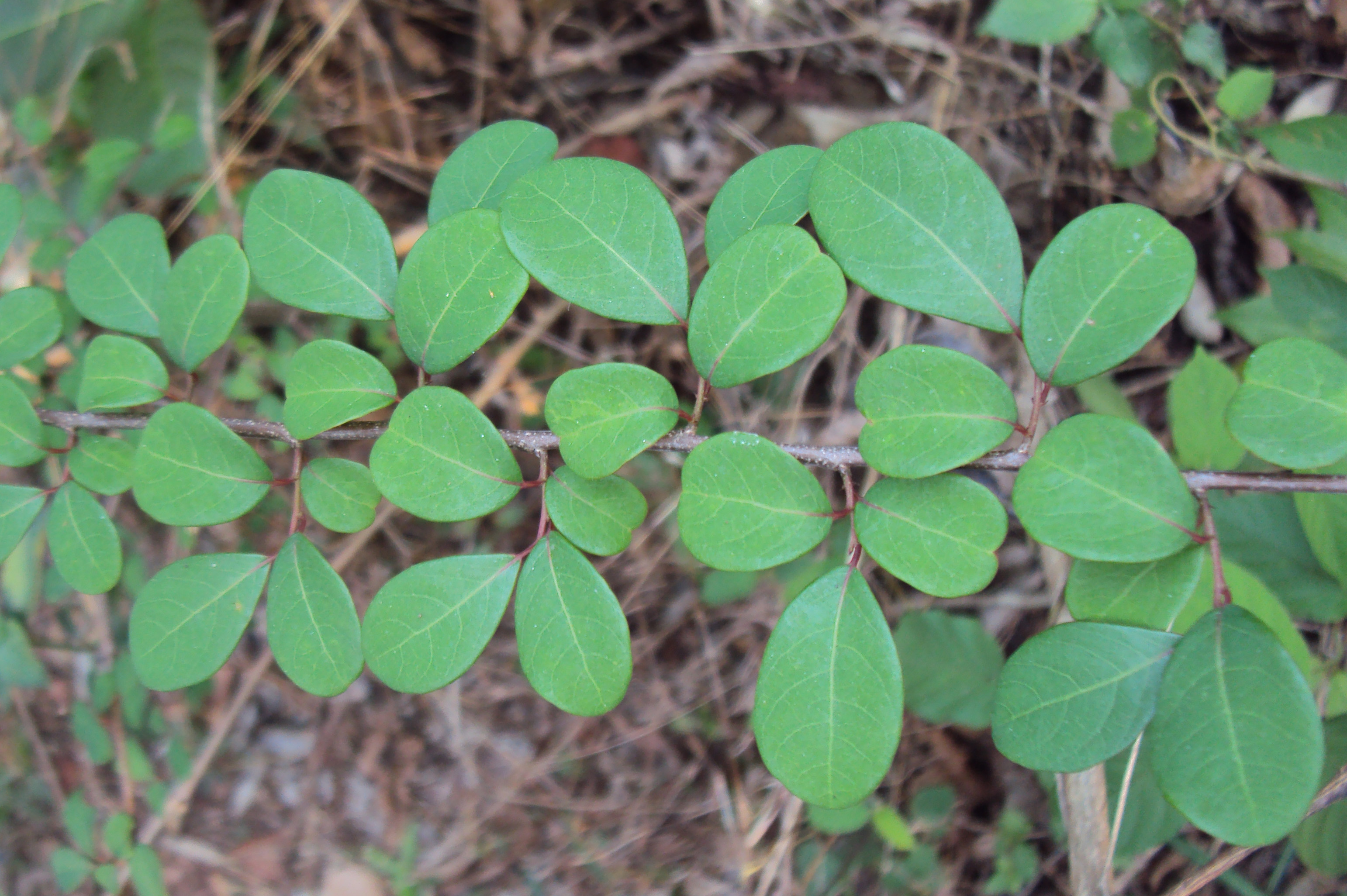
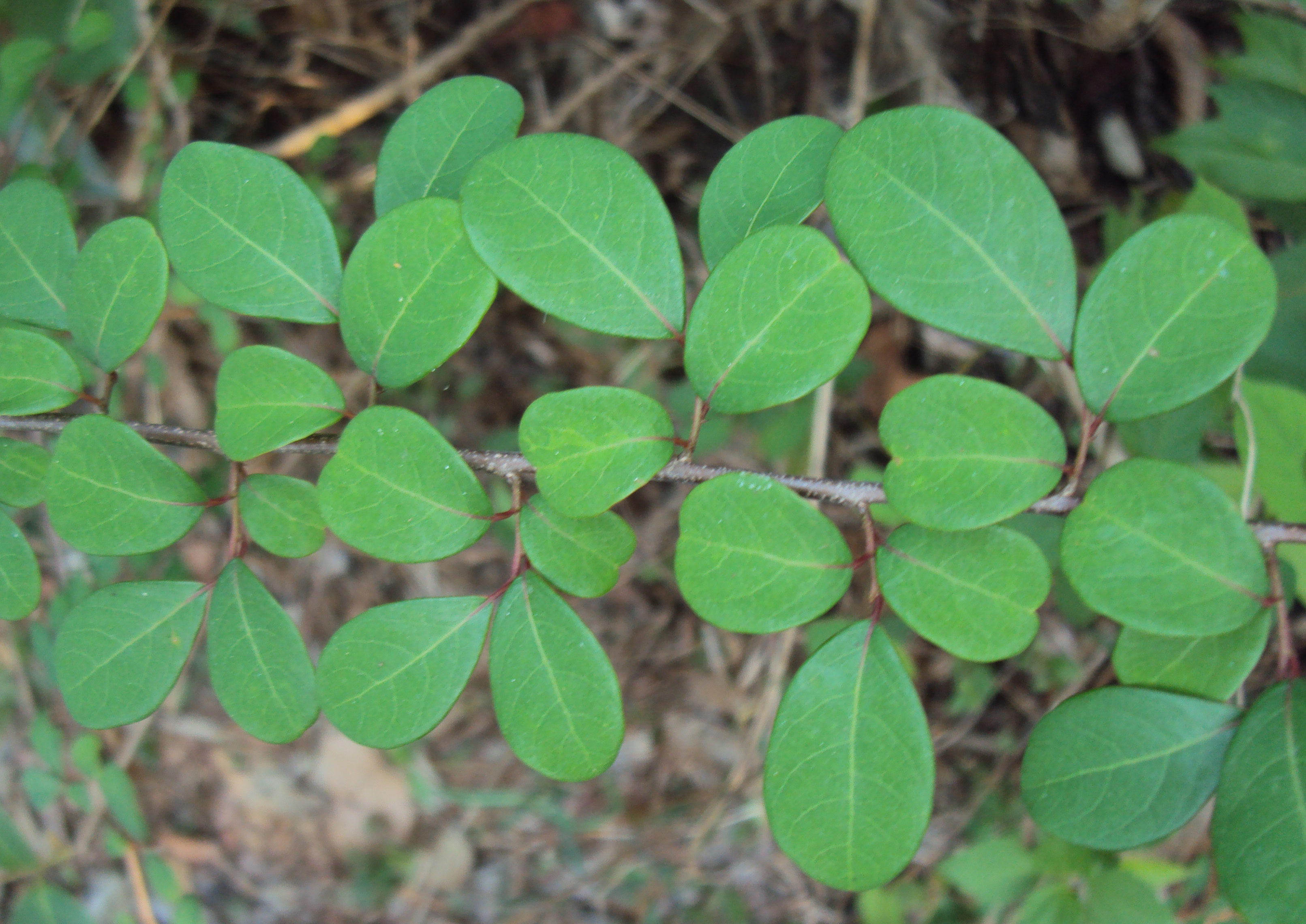
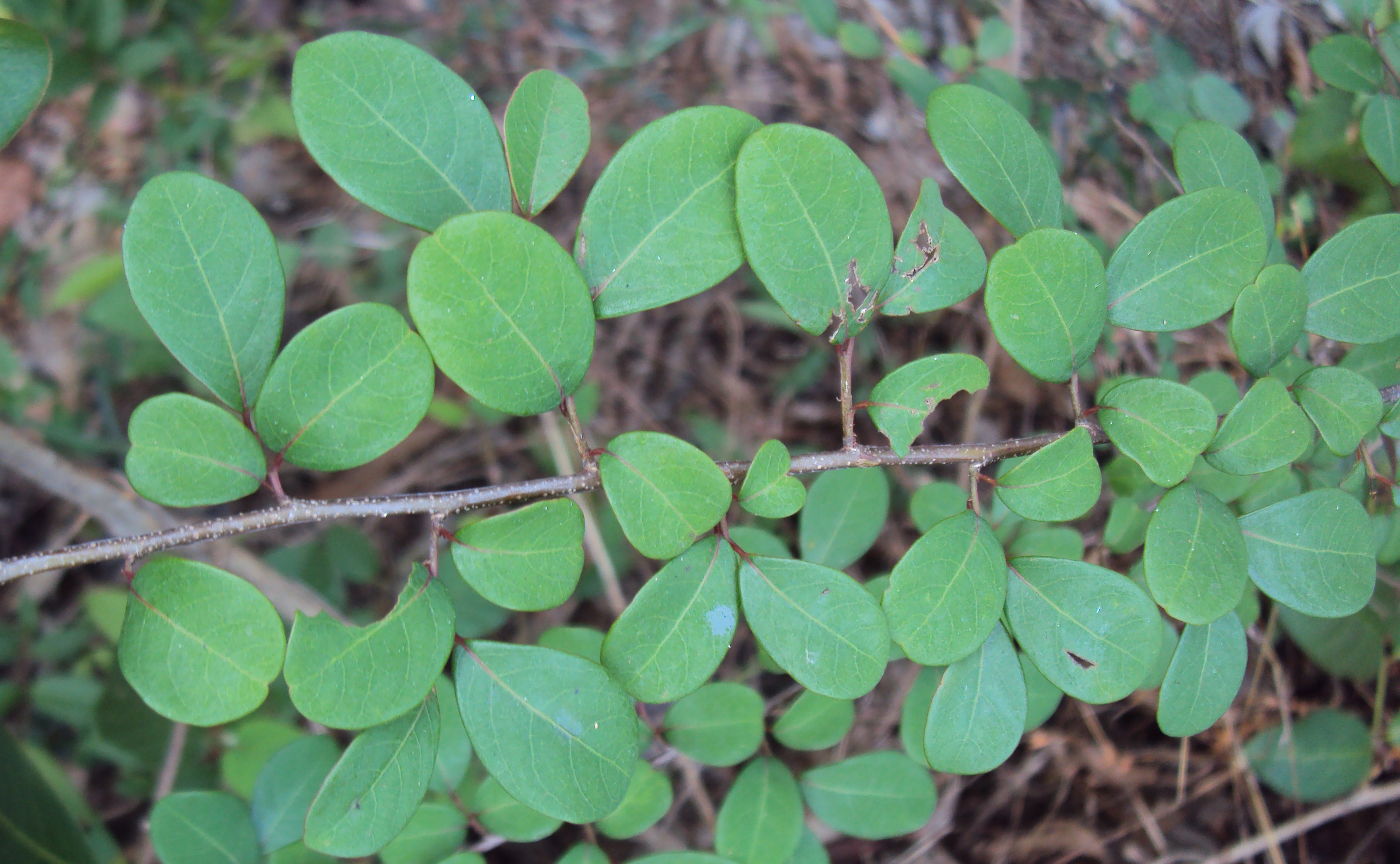